# Timuriden
Als Dynastie der Timuriden wird ein von Timur (Tamerlan) gegründetes, muslimisches Herrscherhaus turko-mongolischer Herkunft in Zentral- und Südwestasien bezeichnet, das von 1370 bis 1507 das Timuridenreich, unter anderem im Gebiet der heutigen Staaten Afghanistan, Iran und Usbekistan regierte. Hauptstadt der Timuriden war anfangs Samarkand, später auch Herat. Nach Timurs Eroberungszügen war das Reich unter seinen Nachfahren durch eine weitgehend friedliche Herrschaft geprägt. Es kam zu einer bedeutenden Blüte von Kunst, Kultur und Wissenschaft, die auch als „timuridische Renaissance“ bezeichnet wird. Eine Linie eroberte 1526 das Sultanat von Delhi, transformierte es zum Reich der Großmoguln bis zum Sturz durch die Briten 1857. Im Gebiet des heutigen Iran wurden die Timuriden von den Safawiden abgelöst.

## Timur
Begründer und Namensgeber der Dynastie war Timur, der, im Bündnis mit verschiedenen Machthabern, mit der Unterwerfung Transoxaniens begann. 1370 in Transoxanien allgemein als Herrscher anerkannt, regierte er im Namen zweier Tschagatai-Khane, die aber völlig entmachtet wurden (bis 1402/03).
Nachdem Timur das Tschagatai-Khanat und Choresmien unterworfen hatte, begann seit 1380 die Eroberung des Südens von Chorasan, Mittel- und West-Persiens und des Iraks, wobei lokale Dynastien wie die Kartiden, Sarbadaren, Muzaffariden und Dschalairiden beseitigt wurden. Er schlug 1394–1395 die Goldene Horde, 1400 die ägyptischen Mamluken und 1402 die Osmanen (Schlacht bei Ankara) und sicherte dadurch das Reich einige Zeit gegen mächtige Gegner. Auch das Sultanat von Delhi wurde durch die Eroberung von Delhi 1398 erheblich geschwächt.
Während Timurs Feldzüge zu erheblichen Zerstörungen führten, wurde Samarkand als Hauptstadt prächtig ausgebaut und durch die Förderung von Kunst und Kultur zu einem bedeutenden Kulturzentrum in Mittelasien. Timurs Verwaltungstätigkeit entsprach aber nicht dem Ausmaß seiner Eroberungen und Zerstörungen in den Nachbarländern. In mehreren Staaten und Gebieten begnügte er sich mit der Einsetzung eines ihm genehmen Herrschers oder mit der Anerkennung seiner Oberherrschaft.
Wirtschaftliche Überlegungen und Planungen lassen sich nicht erkennen, abgesehen von der Fürsorge für einige transoxanische Städte oder der gelegentlichen Wiederherstellung zerstörter Bewässerungsanlagen. Selbst das Empfinden für die Notwendigkeit einer längerfristig orientierten Verwaltung scheint bei ihm nicht sonderlich ausgeprägt gewesen zu sein. Als Ersatz für derartige Maßnahmen diente ihm die Furcht vor dem Terror, mit dem die Unterworfenen im Falle einer Auflehnung zu rechnen hatten. Trotzdem verzeichnet man in Iran und Transoxanien eine Verwaltung, besetzt mit Timurs Söhnen und Enkeln oder auch verdienten Militärführern. Sie war uneinheitlich bemessen und organisiert. So gab es große und kleine Statthalterschaften, erblich oder auch nur auf Zeit verliehen, steuerbefreit oder auch nicht. Die Organisation ließ dem Herrscher auch weitreichende Eingriffsmöglichkeiten offen, z. B. indem den Statthaltern nur kleine Kontingente der jeweils ausgehobenen Truppen unterstellt wurden.
Mit dem Ableben Timurs wurde die Schwäche seines Herrschaftssystems sofort offensichtlich: Obwohl er einen Nachfolger bestimmt hatte, konnten mehrere Prinzen Ansprüche auf den Thron anmelden, und zwar einfach deswegen, weil die Herrschaft eine private Verfügungsgewalt war und keiner von der Bevölkerung getragenen politischen Organisation unterlag. Dieses Manko rücksichtslosen Familienstreits konnten die Timuriden nie beseitigen.

## Schah Ruch und Ulugh Beg
Von den Söhnen Timur Lenks verstarben Dschahangir 1375 und Umar Schaich 1394, während Miran Schah infolge eines Unfalls einen geistigen Defekt erlitt und unter Vormundschaft gestellt werden musste. So blieb noch Schah Ruch, aber dieser war dem Eroberer zu friedfertig, fromm und bescheiden, sodass er als Herrscher zunächst nicht qualifiziert erschien.
Deswegen wurde Pir Muhammad ibn Dschahangir zum Nachfolger bestimmt und zugleich von einem anderen Enkel Timurs herausgefordert: Chalil Sultan ibn Miran Schah (* 1384) besetzte Samarkand und machte sich zum Herrscher. Ein weiterer Enkel gab seine Thronansprüche auf, sodass letztlich doch nur noch Schah Ruch übrig blieb, welcher seit 1405 Chorasan regierte. Es kam zu mehreren Auseinandersetzungen und Verhandlungen und im Mai 1409 setzte sich Schah Ruch endgültig durch: Chalil Sultan war zu verschwenderisch, verliebt und leichtsinnig gewesen – er hatte die Macht verspielt.
Schah Ruch stand einer neuen Situation gegenüber: sein Reich musste organisiert werden, um ein weiteres Auseinanderbrechen zu verhindern. Er richtete sich in Herat ein und kümmerte sich hauptsächlich um Persien. Dort musste er sich mit seinen eigenen Verwandten und mit Timurs alten Gegnern, den Qara Qoyunlu auseinandersetzen. Gegen die unzuverlässigen Timuridenprinzen ging Schah Ruch vor, indem er sie wiederholt von einem Statthalterposten auf einen anderen versetzte. Trotzdem kam es beispielsweise in Fars und in Kirman zu Rebellionen, gegen die dann seine Truppen einschreiten mussten – Schah Ruch starb 1447 sogar auf einem Feldzug gegen einen seiner unbotmäßigen Enkel. Auch die Qara Qoyunlu, die 1408 Miran Schah bei Täbris besiegt und zwei Jahre später Bagdad von den Dschalairiden erobert hatten, blieben trotz aller Erfolge (und der Anerkennung seiner Oberherrschaft) ein ungelöstes Problem seiner Regierung.
Schah Ruchs Regierungszeit gilt trotzdem als eine erfolgreiche und überwiegend friedliche Zeit, in der Kunst und Kultur auf vielen Gebieten (Architektur, Malerei und Kalligraphie, Dichtkunst, Mathematik und Astronomie, Recht und Theologie) neu erblühten und umfassende diplomatische und wirtschaftliche Kontakte nach Ägypten, Indien, Ming-China und zur Goldenen Horde geknüpft wurden. Die „timuridische Renaissance“ ist allerdings nicht allein dem Herrscher zuzuschreiben, sondern auch seiner ersten Frau Gauhar-Schad, ihren Söhnen und einer Reihe fähiger Beamter, die teilweise sehr lange im Amt blieben. Erwähnenswert sind hier der Finanzminister Amir Alika Konültas, der Heerführer Dschalal ad-Din Firuzschah oder der oberste Sekretär Pir Ali Hofi. Schah Ruch zeigte im Gegensatz zu seinem Vater und seinem Sohn Ulugh Beg allerdings keine Neigung zur mongolischen Tradition und bevorzugte die islamische Rechtsprechung.
Die alte Hauptstadt Samarkand hatte Schah Ruch seinem Sohn Muhammad Taragai alias Ulugh Beg, dem „Astronomenprinzen“ (reg. 1447–1449) überlassen, der dort als ein mehr oder weniger unabhängiger Landesfürst regierte. Ulugh Beg stellte seinem Vater zwar Kontingente, leistete aber keine persönliche Heeresfolge; er ließ zwar Münzen im Namen seines Vaters schlagen, aber den Namen eines Dschingisiden an den Beginn seiner Erlasse setzen. Abgaben scheint er seinem Vater auch nicht gezahlt zu haben. Als mit Abstand mächtigster Landesfürst wäre er der natürliche Nachfolger Schah Ruchs gewesen, konnte sich aber nicht überzeugend gegen mehrere Verwandte durchsetzen. Zudem zerstritt er sich mit seinem Sohn Abd al-Latif, was seinen Sturz und seine Ermordung im Herbst 1449 einleitete.

## Abu l-Qasim Babur und Abu Sa'id
Beim Sturz Ulugh Begs im Herbst 1449 und der Ermordung Abd al-Latifs im Mai 1450 zeigte sich wieder die problematische innere Situation des Timuridenreiches: mehrere Thronanwärter standen innerhalb weniger Jahre gegeneinander. In Buchara wurde Abu Sa'id b. Muhammad b. Miran Schah (reg. 1451–1469) zum Herrscher ausgerufen und konnte sich mit Hilfe des usbekischen Herrschers Abu'l-Chair gegen seinen Rivalen Abdallah in Transoxanien durchsetzen. In Herat setzte sich Abu l-Qasim Babur ibn Baisonqur ibn Schah Ruch (regierte 1447–1457) fest, nachdem er seinen Bruder Muhammad besiegt hatte. Beide hatten noch mit anderen Rivalen zu rechnen, sodass sie sich nach einem Vorstoß auf Balch und einem Gegenangriff auf Samarkand 1454 auf eine gemeinsame Grenze am Amudarja einigten.
Bereits im Herbst 1452 hatte Abu l-Qasim Babur den Westen und den Süden Persiens an die Qara Qoyunlu verloren. Nach seinem Tod 1457 kam es zu Wirren, die Abu Sa'id auszunutzen versuchte. Aber zunächst war der Fürst der Qara Qoyunlu erfolgreich: Dschahan Schah (reg. 1435–67) schlug den in Chorasan herrschenden Timuridenfürsten Ibrahim und besetzte im Juni 1458 Herat. Aber er hatte seine Macht überspannt und war durch eine Revolte zur Umkehr gezwungen. Abu Sa'id eroberte im Folgejahr Herat, verlagerte seinen Regierungssitz dorthin und empfing auch mehrere Gesandtschaften der Turkmenen. Der Ausgleich mit Dschahan Schah erlaubte es ihm, gegen andere Timuridenprinzen vorzugehen, von denen er einige ausschalten konnte. Husain ibn Mansur ibn Baiqara, ein in Choresm lebender Urenkel Umar Schaichs blieb allerdings ein Problem: er belagerte 1461 Herat, als Abu Sa'id gerade in Transoxanien weilte. Ebenso waren die regelmäßigen Angriffe des Usbeken-Chans Abu'l-Chair unerfreulich, insbesondere als dieser 1454/55 einen rebellierenden Prinzen namens Uwais unterstützte.
Die Herrschaft Abu Sai'ds wird relativ günstig bewertet, da es dem Herrscher gelang, sich einige Zeit zu behaupten. Er stand den Derwischen nahe, insbesondere Ubaidullah Ahrar (gest. 1490), welcher sein wichtigster Berater wurde und ihn unter anderem zur Abschaffung der Handels- und Gewerbesteuer bewog. Sein Wesir Qutb ad-Din Simnani bemühte sich um die Landwirtschaft, doch scheint dieses Interesse erst durch bäuerliche Rebellionen ausgelöst worden zu sein. Abu Saids Hauptstütze war ein Turkmenenstamm, aber er band auch Leute unterschiedlicher Herkunft an sich, indem er (nicht erbliche) Lehen in großer Zahl vergab.
Schließlich ging Abu Sa'id ein großes Risiko ein: im Frühjahr 1468 zog er nach Aserbaidschan, nachdem Dschahan Schah bei einer Auseinandersetzung mit anderen Turkmenen, den Aq Qoyunlu Uzun Hasans, ums Leben gekommen war. Abu Sa'id fand zwar Verbündete unter den Turkmenenfürsten, aber der Feldzug erfolgte so ungestüm, dass er abgeschnitten wurde und sein Heer in einem harten Winter zugrunde ging. Er wurde gefangenen genommen, einem gegnerischen Timuridenprinzen ausgeliefert und hingerichtet (Februar 1469).

## Husain ibn Mansur ibn Baiqara und Sultan Ahmad ibn Abi Said

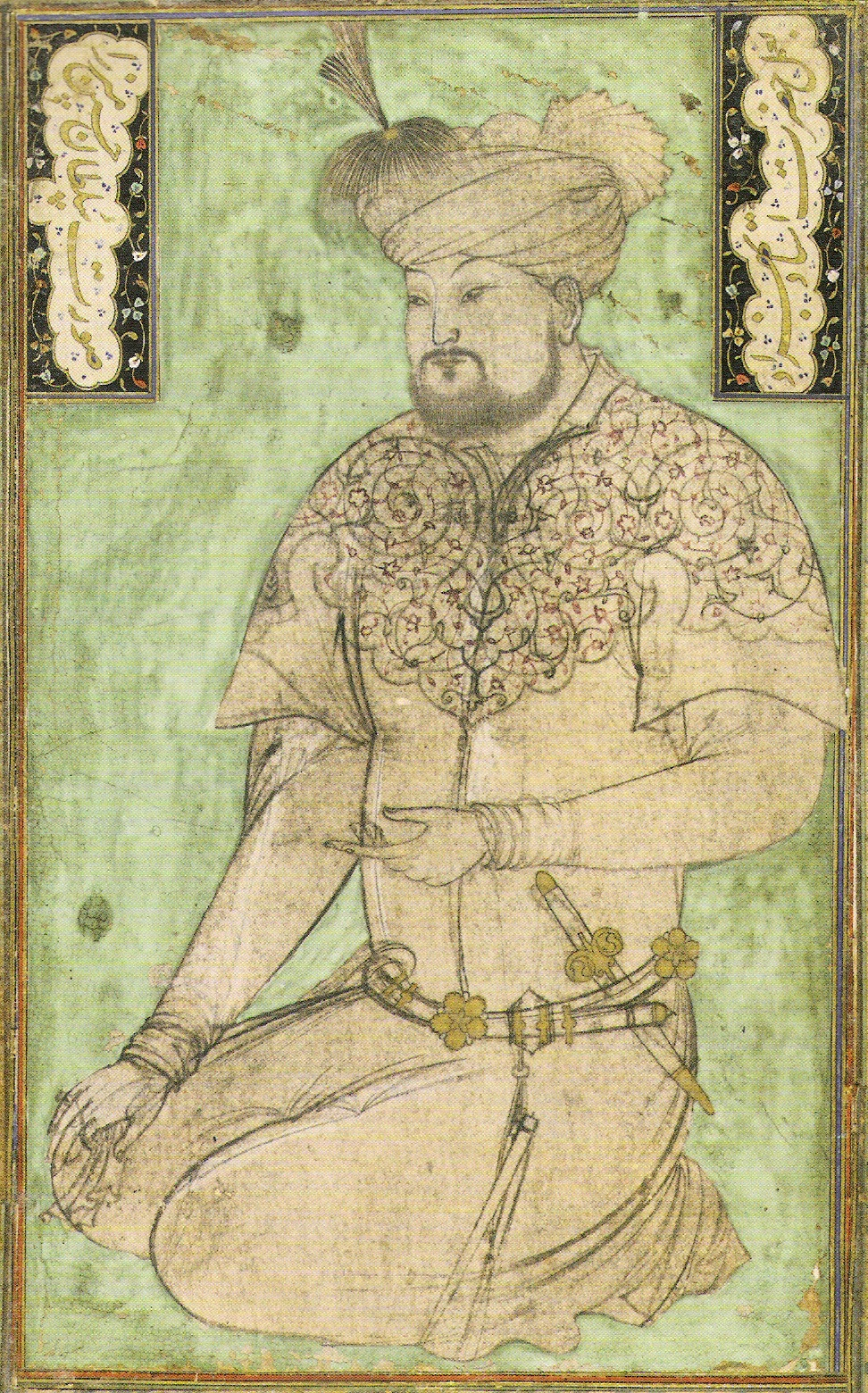
Der Timuridenfürst Husain ibn Mansur ibn Baiqara (gest. 1506), gemalt von Behzad

In Herat (d. h. in Chorasan) kam nach Abu Sa'ids Tod Husain ibn Mansur ibn Baiqara (kurz: Husain Baiqara, regierte 1470–1506) an die Macht. Er besetzte im März 1469 Herat und wies nach einem anfänglichen Misserfolg die Einmischung des Aq-Qoyunlu-Fürsten Uzun Hasan (reg. 1453–1478) zurück, der 1470 den Timuriden Yadgar Muhammad auf den Herater Thron gesetzt hatte. Danach waren beide Seiten auf gutnachbarliche Beziehungen bedacht. Der einst so unternehmungslustige Fürst machte, einmal an der Macht, auch keine Anstalten, seine Vettern in Transoxanien auszuschalten. Anscheinend wusste er genau um die Gefahr, die von den unruhigen Steppenfürsten ausging, und bemühte sich deswegen, weitere innere Streitigkeiten zu vermeiden. Gegen Ende seines Lebens bekam er Probleme mit seinen Söhnen; sie erhoben sich und 1499 belagerte der Älteste sogar Herat. Der gleichzeitige Aufstieg der Usbeken und Safawiden um 1500 beunruhigte Husain und er suchte die Konfrontation so lange wie möglich hinauszuschieben.
Husain galt als Amateurdichter und Kunstmäzen und hatte für die Religion nicht allzu viel übrig. Seine Herrschaft wird als friedlich eingeschätzt und gilt als Höhepunkt der künstlerischen und kulturellen Entwicklung der Timuridenzeit, wofür besonders der Name Mir Ali Scher Nava'i (gest. 1501) steht – ein Staatsbeamter und Dichter, dessen Beziehung zum Herrscher allerdings nicht ungetrübt war. Weitere bekannte Namen sind der Dichter Dschami und der Miniaturmaler Behzad. Der Hof Husains ist von Babur in seiner Autobiographie beschrieben worden und galt als vergnügungssüchtig und ausschweifend. Babur schwärmte: „Dies war ein wunderbares Zeitalter; in ihm waren Chorasan und vor allem Herat voll von gelehrten und unvergleichlichen Männern. Welche Arbeit ein Mann auch ergriff, er war bemüht und bestrebt, sie zur Vollendung zu bringen.“
Samarkand (d. h. Transoxanien) fiel an Abu Saids Sohn Sultan Ahmad (reg. 1469–1494) und danach an dessen Bruder Mahmud (reg. 1494/95). Sultan Ahmad war nicht in der Lage, sich der Einmischung des Tschagatai-Khans Yunus zu entziehen. Yunus unterstützte Sultan Ahmads Bruder Umar Schaich (der Vater Baburs), der sich im Ferghanatal festgesetzt und eine seiner Töchter geheiratet hatte. Der Khan schwang sich so zum Schiedsrichter über die unaufhörlichen familiären Streitigkeiten der Timuriden auf. Als der Usbekenprinz Muhammad Schaibani 1488 Sultan Ahmads Dienste verließ und auf die Seite von Yunus Söhnen überwechselte, wurde der Timuride ein weiteres Mal um den Erfolg gebracht.

## Das Ende der Dynastie
Nach Sultan Ahmads Tod 1494 kam es zu Thronstreitigkeiten, die zu mehreren Machtwechseln in Samarkand führten und von Muhammad Schaibani ausgenutzt wurden: im Jahr 1500 eroberte er die Stadt. Dem Timuridenprinzen Babur gelang es 1500/01 zwar, Samarkand in einem Handstreich zurückzuerobern, aber das war nur eine Episode. Als wirklicher Machtfaktor blieb lediglich Husain in Herat übrig, der aber im Mai 1506 verstarb – noch vor der Konfrontation mit Muhammad Schaibani. Weder Husains uneinige und unmilitärische Söhne noch Babur waren dem neuen Eroberer gewachsen, sodass die Timuridenherrschaft im Folgejahr auch in Herat zu Ende ging.
Die Dynastie der Timuriden wurde jedoch gewissermaßen von Babur fortgeführt: 1526 eroberte er das Sultanat von Delhi in Indien und begründete das Reich der Großmoguln. Seine Nachfahren regierten dort bis zum Sturz durch die Briten 1858.

## Herrscherliste

### Die Hauptlinie (Herrscher Transoxaniens oder des Gesamtreiches)
- Temür („Timur-i Lang“), reg. 1370–1405
- Chalil Sultan ibn Miran Schah ibn Temür, reg. 1405–1409 (danach in Rey)
- Schah Ruch ibn Temür, reg. 1409–1447 (zuvor nur in Chorasan, ab 1414 auch in Westpersien)
- Ulugh Beg ibn Schah Ruch, reg. 1447–1449
- Abd al-Latif ibn Ulugh Beg, reg. 1449–1450
- Abdallah ibn Ibrahim ibn Schah Ruch, reg. 1450–1451
- Abu Said ibn Muhammad ibn Miran Schah ibn Temür, reg. 1451–1469 (in Chorasan ab 1459)
- Sultan Ahmad ibn Abi Said, reg. 1469–1494
- Mahmud ibn Abi Said, reg. 1494–1495
- Baisonqur ibn Mahmud, reg. 1495–1500
- Masud ibn Mahmud, reg. 1495–1500
- Ali ibn Mahmud, reg. 1495–1500

### Die Herrscher in Chorasan
- Schah Ruch ibn Temür, reg. 1405–1409 (danach auch in allen anderen Reichsteilen)
- Pir Muhammad ibn Dschahangir ibn Temür, reg. 1405–1407 (in Kandahar)
- Abu l-Qasim Babur ibn Baisonqur, reg. 1447–1457
- Schah Mahmud ibn Babur, reg. 1457
- Ibrahim ibn Ala ad-Daula ibn Baisonqur, reg. 1457–1459
- Abu Said ibn Muhammad ibn Miran Schah ibn Temür, reg. 1459–1469 (in allen anderen Reichsteilen bereits seit 1451)
- Husain ibn Mansur ibn Baiqara ibn Umar Schaich ibn Temür, reg. 1469–1470 und erneut 1470–1506
- Yadgar Muhammad ibn Sultan Muhammad ibn Baisonqur, reg. 1470
- Badi az-Zaman ibn Husain, reg. 1506–1507
- Muzaffar Husain ibn Husain, reg. 1506–1507

### Die Herrscher von Westpersien
- Dschalal ad-Din Miran Schah ibn Temür, reg. 1393–1408 (auch im arab. Irak und Aserbaidschan)
- Pir Muhammad ibn Umar Schaich, reg. 1404–1409 (in Fars)
- Rustam ibn Umar Schaich, reg. 1404–1409 (im Süden des persischen Iraks)
- Chalil Sultan ibn Miran Schah, reg. 1409–1411 (in Rey, zuvor in Samarkand)
- Baiqara ibn Umar Schaich, reg. 1409–1412 (in Fars)
- Iskandar ibn Umar Schaich, reg. 1412–1414 (erst in Fars, dann bis Vereinigung aller Gebiete unter Schah Ruch im persischen Irak)